# Список космонавтов Франции
Ниже представлен список из французских космонавтов, участвовавших в космическом полёте. Данные приведены по состоянию на 11.01.2018
В списке 10 космонавтов, среди которых 1 женщина. Только у 5 космонавтов есть опыт выходов в открытый космос. 9 космонавтов уже завершили карьеру, 1 (выделен заливкой) находятся в активном отряде.
На 6 апреля 2024 года нет в живых одного космонавта.
| №  | Космонавт (астронавт)                                                                    | Фото | Экспедиция | Число полётов | Суммарный налёт              | Выходы в открытый космос | Время в открытом космосе | Специализация                                                              |
| -- | ---------------------------------------------------------------------------------------- | ---- | --- | ------------- | ---------------------------- | ------------------------ | ------------------------ | -------------------------------------------------------------------------- |
| 1  | Жан-Лу Жак Мари́ Кретье́н (фр. Jean-Loup Jacques Marie Chrétien) род. 20 августа 1938 года |      | Союз Т-6 · Салют-7 (2), 24.06.1982 - 02.07.1982 Союз ТМ-7 · Мир (4) · Союз ТМ-6, 26.11.1988 - 21.12.1988 Атлантис STS-86 · Мир (24), 26.09.1997 - 06.10.1997 | 3             | 43 суток 11 часов 17 минут   | 1                        | 06 часов 00 минут        | Бригадный генерал ВВС Франции, космонавт-исследователь, специалист полёта. |
| 2  | Патри́к Пьер Роже́ Бодри́ (фр. Patrick Pierre Roger Baudry) род. 06 марта 1946 года         |      | Дискавери STS-51G, 17.06.1985 - 24.06.1985 | 1             | 07 суток 01 час 38 минут     | 0                        | 0                        | Подполковник ВВС Франции, специалист по полезной нагрузке.                 |
| 3  | Мише́ль Анж-Шарль Тонини́ (фр. Michel Ange-Charles Tognini) род. 30 сентября 1949 года     |      | Союз ТМ-15 · Мир (?) · Союз ТМ-14, 27.07.1992 - 10.08.1992 Колумбия STS-93, 23.07.1999 - 28.07.1999                                                          | 2             | 18 суток 17 часов 45 минут   | 0                        | 0                        | Бригадный генерал ВВС Франции, космонавт-исследователь, специалист полёта. |
| 4  | Жан-Пьер Эньере́ (фр. Jean-Pierre Haigneré) род. 19 мая 1948 года                         |      | Союз ТМ-17 · Мир (14) · Союз ТМ-16, 01.07.1993 - 22.07.1993 Союз ТМ-29 · Мир (27), 22.02.1999 - 28.08.1999                                                   | 2             | 209 суток 12 часов 24 минуты | 1                        | 06 часов 19 минут        | Космонавт-исследователь бортинженер.                                       |
| 5  | Жан-Франсуа́ Клервуа́ (фр. Jean-François Clervoy) род. 19 ноября 1958 года                 |      | Атлантис STS-66, 03.11.1994 - 14.11.1994 Атлантис STS-84 · Мир (23), 15.05.1997 - 24.05.1997 Дискавери STS-103 · Хаббл SM-3A, 20.12.1999 - 28.12.1999        | 3             | 28 суток 03 часа 04 минуты   | 1                        | 08 часов 10 минут        | Лётчик-испытатель ВВС Франции, инженер, специалист полёта.                 |
| 6  | Жан-Жак Фавье́ (фр. Jean-Jacques Favier) 13.04.1949 — 19.03.2023                          |      | Колумбия STS-78, 20.06.1996 - 07.07.1996 | 1             | 16 суток 21 час 47 минут     | 0                        | 0                        | Инженер, специалист по полезной нагрузке.                                  |
| 7  | Леопо́льд Эйа́ртц (фр. Léopold Eyharts) род. 28 апреля 1957 года                           |      | Союз ТМ-27 · Мир (24) · Союз ТМ-26, 29.01.1998 - 19.02.1998 Атлантис STS-122 · МКС-22 · Индевор STS-123, 07.02.2008 - 27.03.2008                             | 2             | 68 суток 21 час 28 минут     | 0                        | 0                        | Космонавт-исследователь бортинженер.                                       |
| 8  | Клоди́ Эньере́ (фр. Claudie André-Deshays) род. 13 мая 1957 года                           |      | Союз ТМ-24 · Мир · Союз ТМ-23, 17.08.1996 - 02.09.1996 Союз ТМ-33 · МКС-3 · Союз ТМ-32, 21.10.2001 - 21.10.2001                                              | 2             | 25 суток 14 часов 22 минут   | 0                        | 0                        | Врач, космонавт-исследователь бортинженер.                                 |
| 9  | Фили́пп Перре́н (фр. Philippe Perrin) род. 6 января 1963 года                              |      | Индевор STS-111 · МКС-5, 05.06.2002 - 19.06.2002 | 1             | 13 суток 20 часов 34 минуты  | 3                        | 19 часов 31 минута       | Полковник ВВС Франции, специалист полёта.                                  |
| 10 | Тома́ Песке́ (фр. Thomas Pesquet) род. 27 февраля 1978 года                                |      | Союз МС-03 · МКС-50 · МКС-51, 17.11.2016 - 02.06.2017 SpaceX Crew-2 · МКС-65 · МКС-66, 23.04.2021 - 09.11.2021                                               | 2             | 196 суток 17 часов 50 минут  | 2                        | 12 часов 32 минуты       | Бортинженер.                                                               |